# Delta Serpentis
Delta Serpentis (δ Serpentis, δ Ser) là một hệ sao trong chòm sao Cự xà (Serpens), trong phần đầu rắn (Serpens Caput).

## Tính chất
Hệ thống sao này cách Trái Đất khoảng 210 năm ánh sáng. Ánh sáng từ bốn ngôi sao trong hệ thống sao này tạo ra cấp sao biểu kiến kết hợp là +3,80.
Hệ thống này bao gồm một cặp sao nhị phân cách nhau 66 giây cung. Các thành phần chính, Delta Serpentis A, là một sao subgiant màu vàng-trắng kiểu F với một cấp sao biểu kiến là 4,2. Nó được phân loại là một ngôi sao biến quang kiểu Delta Scuti và cường độ của nó thay đổi khoảng 0,04 với thời gian 0,125 ngày. Sao đôi đồng hành của nó, Delta Serpentis B, cũng là một sao phân nhóm loại F, hơi mờ hơn, với cường độ +5,2. Hai sao A và B cách nhau bốn giây cung trên bầu trời và thực hiện một quỹ đạo quanh tâm khối lượng của chúng cứ sau 3200 năm. Các ngôi sao cường độ sáng 14 Delta Serpentis C và Delta Serpentis D cường độ sáng 15 tạo thành hệ thống sao đôi thứ hai. Chúng cách nhau 4,4 giây cung.

## Đặt tên
Hệ sao này  là một thành viên của khoảnh sao với tiếng Ả Rập bản địa al-Nasaq al-Yamānī, "Dòng phía Nam" của al-Nasaqān "Hai dòng"., cùng với α Ser (Unukalhai), ε Ser (Ba, Pa), Oph (Yed Prior), ε Oph (Yed Posterior), ζ Oph (Han) và γ Oph (Tsung Ching).
Theo danh mục các ngôi sao trong Bản ghi nhớ kỹ thuật 33-507 - Danh mục sao giảm có 537 ngôi sao được đặt tên, al-Nasaq al-Yamānī hoặc Nasak Yamani là danh hiệu cho hai ngôi sao: δ Ser như Nasak Yamani I và ε Ser như Nasak Yamani II (không bao gồm α Ser, δ Oph, ε Oph, ζ Oph và γ Oph)